# Pietro Ferrero
Pietro Ferrero (2 de septiembre de 1898 - 2 de marzo de 1949) fue el fundador de Ferrero SpA, una chocolatería italiana.  Su compañía inventó Nutella, la crema de avellanas para untar que se vende en más de 160 países. Los bombones Ferrero Rochers también son fabricados por su empresa, Ferrero, al igual que Tic-Tacs y la marca de chocolate Kinder .